# Джонс, Марион
Марион Джонс(-Томпсон) (англ. Marion Lois Jones-Thompson; род. 12 октября 1975[…], Лос-Анджелес, Калифорния) — американская легкоатлетка, специализировалась в спринте и прыжках в длину.
Бронзовый призер чемпионата мира 1999 года в прыжках в длину (6,83) и чемпионка мира в беге на 100 м (10,70).
На Олимпийских играх 2000 года завоевала три золотые и две бронзовые медали, которых была лишена в 2007 году из-за доказанного намеренного употребления допинга перед соревнованиями. В 2008 году отбывала тюремное заключение за лжесвидетельство в суде по делу о её допинговом скандале.
10 марта 2010 года в отеле «Crowne Plaza» города Талса Марион Джонс была представлена в качестве баскетболистки клуба женской национальной баскетбольной ассоциации «Талса Шок». Покинула команду 21 июля 2011 года, проведя за «Шок» 47 матчей (2,6 очка и 1,3 подбора в среднем за игру).
Кроме американского гражданства имеет гражданство Белиза (оттуда родом мать Марион). 3 октября 1998 года Джонс вышла замуж за американского толкателя ядра Си Джея Хантера (род. 1968). Развелась с Хантером в 2002 году. 28 июня 2003 года родила сына известному американскому спринтеру Тиму Монтгомери. 24 февраля 2007 года вышла замуж за спринтера с Барбадоса Обаделе Томпсона. В июле 2007 года родила Томпсону сына, а в июне 2009 года — дочь.